# Vlastislav Kuchař
Vlastislav Kuchař (* 28. ledna 1960) je český politik, v 90. letech 20. století poslanec České národní rady a Poslanecké sněmovny za Komunistickou stranu Československa, respektive za KSČM, později za Levý blok, potom regionální politik v Moravskoslezském kraji.

## Biografie
Ve volbách v roce 1992 byl zvolen do České národní rady za koalici Levý blok, kterou tvořila KSČM a menší levicové skupiny (volební obvod Severomoravský kraj). Zasedal ve výboru pro veřejnou správu, regionální rozvoj a životní prostředí.
Od vzniku samostatné České republiky v lednu 1993 byla ČNR transformována na Poslaneckou sněmovnu Parlamentu České republiky. Během volebního období 1992-1996 přešel do strany Levý blok (skupina reformní levice, která po rozpadu koalice Levý blok přijala název této střechové platformy a v parlamentu působila nezávisle na KSČM). Již v červenci 1993 se uvádí jako mluvčí přípravného výboru vznikající strany Levý blok. Zároveň tehdy ještě mluvil o tom, že rozkol s KSČM není nevyhnutelný. V březnu 1994 byl Kuchař a několik dalších poslanců za Levý blok vyloučeni z Ústředního výboru KSČM. V květnu 1994 se pak v tisku objevily zprávy, že byl i vyloučen z KSČM, stejně jako jeho otec (člen KSČ od roku 1945). Vedení KSČM to ale popřelo. V rámci LB zastával post člena politické rady.
V sněmovních volbách roku 1996 neúspěšně kandidoval za Levý blok. Pokoušel se i o politické angažmá na komunální úrovni. V komunálních volbách roku 1994 a opětovně v komunálních volbách roku 1998 neúspěšně kandidoval do zastupitelstva města Český Těšín, poprvé za Levý blok, následně za Stranu demokratického socialismu. Zvolen nebyl. Profesně se uvádí jako makléř.
K roku 2012 se uvádí jako vedoucí odboru kanceláře hejtmana Moravskoslezského kraje.